# Michele Antonioli
Michele Antonioli (ur. 31 stycznia 1977 w Bormio) – włoski łyżwiarz szybki specjalizujący się w short tracku, srebrny medalista igrzysk olimpijskich, multimedalista mistrzostw świata i Europy.
Dwukrotnie uczestniczył w zimowych igrzyskach olimpijskich. Podczas igrzysk w Nagano wziął udział w dwóch konkurencjach – zajął czwarte miejsce w biegu sztafetowym i 30. pozycję w biegu na 1000 m. Podczas kolejnych zimowych igrzysk, w 2002 roku w Salt Lake City, zdobył srebrny medal olimpijski w biegu sztafetowym (wraz z nim we włoskiej sztafecie wystąpili Maurizio Carnino, Fabio Carta, Nicola Franceschina i Nicola Rodigari).
W latach 1996–2004 zdobył cztery medale mistrzostw świata (jeden złoty i trzy brązowe), w latach 1996–2000 cztery brązowe medale drużynowych mistrzostw świata, w latach 1997–2003 dwadzieścia dwa medale mistrzostw Europy (siedem złotych, sześć srebrnych i dziewięć brązowych), a w latach 1997–2003 dwa medale zimowej uniwersjady (srebrny i brązowy).